# Битка при Ровине
Битката при Ровине е датирана на 17 май 1395 г. Една хроника съставена около век след събитията обаче сочи, че влашката кампания на Баязид I е имала два военни похода завършили с две последователни битки по течението на река Арджеш в посока от Дунав към влашката княжеска столица Куртя де Арджеш – първата при Карановаса на 10 октомври 1394, а втората на 17 май 1395 г.

## Военна кампания

### Подготовка
След падането на Търново (17 юли 1393) Баязид започва подготовка за военна кампания срещу Влашко, която стартира през есента на 1394. Тя е насочена срещу влашката княжеска столица Куртя де Арджеш, като в нея са включени всички османски васали.

### Първи опит
В първия военен сблъсък при Карановаса на 10 октомври 1394 г. наречен „битката на рововете“ (заради рововете и валовете изградени да препятстват османското настъпление) османците претърпяват пълно поражение от влашкия войвода Мирчо Стари. Баязид I, Стефан Лазаревич и Константин Балшич едва успяват да се спасят бягайки през Дунав. На османска страна се сражават всички баязидови васали.

### Втори опит
В началото на пролетта на 1395 в Южна Добруджа османските сили се прегрупират за второ настъпление и завоюване на Влашко. Основните военни сили минават Дунав при Видин и Никопол, а трети отряд предвождан от османския фаворит за влашкия престол Влад I се насочва по река Яломица към княжеската столица. Разбирайки, че срещу такава военна сила няма шанс, Мирчо, изчаквайки военната помощ на своя съюзник Сигизмунд, предприема партизанска тактика без да дава решително сражение.
След като не получава очакваната военна подкрепа от унгарския крал, Мирчо Стари влиза в преговори с Баязид I, уверявайки го, че ще го пропусне безпрепятствено към Унгария. Влашката войска наброява 10 хил., а османската 40 хил. бойци. Баязид Светкавицата отказва мирното предложение и на 17 май 1395 г. при Ровине се разиграва кървавата битка известна още и като „битката на блатата“, която османците печелят, но загубите и от двете страни са огромни, което принуждава Баязид да напусне Влашко, а Мирчо Стари да се признае за негов васал.
В боя са убити като турски съюзници Крали Марко и Константин Драгаш, а Константин Балшич едва се спасява. Тук, както и в последвалото сражение при Никопол, особено се отличава срещу християните османският васал княз Стефан Лазаревич. Дечанската хроника от втората половина на XV в., писана в Дечанския манастир, свидетелства, че срещу Марко се бият братята му Андреаш и Димитър Мърнявчевич, които са на служба при унгарския крал Сигизмунд. Андреаш загива в битката. В епическите народни песни (Бугарщиците) се пее, че Марко убива брат си Андреаш.

## Последствие
В резултат на османските походи срещу Влашко, княжеството запазва владенията си, но е принудено да се признае за васал, както и да плаща годишен трибут на Османската държава.